# Taburno rosso
Il Taburno rosso è un vino DOC la cui produzione è consentita nella provincia di Benevento.

## Caratteristiche organolettiche
- colore: rosso rubino più o meno intenso.
- odore: vinoso, netto.
- sapore: asciutto, pieno.

## Produzione
Provincia, stagione, volume in ettolitri
- BENEVENTO (1994/95)  317,66
- BENEVENTO  (1995/96)  1139,32
- BENEVENTO  (1996/97)  702,52